# メイビーME
メイビーME（メイビーミー）は、日本の女性アイドルグループ。

## 概要
- 2018年7月7日、アイドル横丁夏祭り2018でデビュー。グループ名は「私の世界を創りたい」という意味を持つ。

- キャッチフレーズは「女の子が憧れる王道かわいいアイドル」であり、若手女性プロデューサーによってプロデュースされた、アイドルらしいポップな曲調とすこし重めな歌詞が特徴[1][2]。

- 2025年7月1日から「今を生きるリアルな歌詞とキュートなビジュアルが魅力の王道アイドルグループ」にキャッチフレーズが変更された

## 略歴

### 2018年
- 7月7日 - 横浜赤レンガパークで行われたアイドル横丁夏祭り2018でデビュー。

### 2019年
- 3月30日 - 表参道GROUNDで行われた単独公演において、新メンバーの白咲月と新庄愛がステージデビュー。
- 8月2日 - 「TOKYO IDOL FESTIVAL2019」に初出場。メインステージ出場権を賭けた「TIF2019メインステージ争奪LIVE」決勝戦に出場し、優勝を果たした[3]。
- 8月29日 - 9月14日のライブ出演をもってライブ活動を休止することを発表。
- 9月14日 - 同日をもってライブ活動を休止。[4]
- 9月30日 - 金子・白咲・夏目の脱退を発表[5]。

### 2020年
- 1月13日 - 20日 - 2月2日にお披露目する新メンバーを順次発表。
- 2月2日 - 石原すずか、大塚のりか、谷あやか、西野みやび、藤原奈穂の5人を加えた新体制お披露目ライブが開催され、グループとしての活動を再開。
- 10月28日 - 11月10日 - 「メイビーME 新衣装&新曲MV制作プロジェクト」と称したクラウドファンティングを実施。目標額であった150万円を上回る額を集めた[6]。

### 2021年
- 3月9日 - 初の全国流通CDとして、1stシングル『ラミラミLOVE ME BABY』を発売。3/8付オリコンデイリーシングルランキングでは初登場1位を獲得し、3/22付オリコンウィークリーシングルランキングでは初登場9位を記録した[7][8]。
- 5月27日 - TSUTAYA O-WESTにてワンマンライブ「多分じゃない！きみとの絶対的時間！！Lv.1」を開催[7]。
- 9月2日 - 木内ゆうかが10月23日の卒業ライブを持ってグループを卒業することを発表。
- 10月23日 - 「木内ゆうか卒業ライブ ♡Angelic party♡」（サンリオピューロランド）にて木内ゆうかが卒業。

### 2022年
- 2月22日 - 2ndシングル『曖昧あいでんてぃてぃ/Destiny』を発売。2/21付オリコンデイリーシングルランキングでは初登場1位を獲得し、3/7付オリコンウィークリーシングルランキングでは初登場5位を記録した。
- 3月27日 - 下北沢シャングリラにてワンマンライブ「BE WITH YOU」を開催し、初めてとなるツアーが決定した。
- 7月26日 - 「週刊SPA!×TIF2022水着でアイドル頂上決戦」において新庄愛がグループ代表として選出[9]。週刊SPA!（同年8月9日号）にてグラビアが掲載される[9]。

### 2023年
- 4月23日 - TOKYO GRAVURE IDOL FESTIVALとの連動企画「春のTGIF 週プレ賞 2023」に、グループを代表して石原すずか、新庄愛、谷あやか、西野みやび、藤原奈穂が参加[10]。
- 5月8日 - 同日をもって西野みやびが卒業。
- 6月15日 - 成瀬かのん、宮花ももが加入[11]。
- 7月1日 - 成瀬かのん、宮花ももを含めた新体制をお披露目。
- 12月29日 - 2024年2月4日に開催のライブ「Fabulous Night SP!!」をもって宮花ももがグループを卒業することを発表[12]。

### 2024年
- 2月4日 -『Fabulous Night SP!』@duo MUSIC EXCHANGEにて宮花ももが卒業。
- 5月11日 -『メイビーME＋ME』@新宿ALTA KeyStudioにて桜井ももが加入。
- 7月7日 -『メイビーME 6th Anniversary Live』@白金高輪 SELENE b2を2部構成で開催。
- 8月4日 -『TOKYO IDOL FESTIVAL 2024』に出演。
- 9月15日 - 16日 -『@JAM EXPO 2024』に出演。

### 2025年
- 2月8日 -『メイビーME 東名阪ツアー2025 〜キュンとする恋が訪れますように♡〜 名古屋編』@X-HALL ZENを開催。
- 2月22日 -『メイビーME 東名阪ツアー2025 〜キュンとする恋が訪れますように♡〜 大阪編』@大阪 BEYONDを開催。
- 2月24日 -『メイビーME 東名阪ツアー2025 〜キュンとする恋が訪れますように♡〜 神戸編』@live music club PADOMAを開催。
- 3月10日 -『Fabulous Night Vol.10 〜Free Live!!編〜』@SHIBUYA VIDENTを開催。
- 3月21日 -『メイビーME 東名阪ツアー2025 〜キュンとする恋が訪れますように♡〜 東京編』@神田明神ホールを開催。
- 4月5日 -『Fabulous Night Vol.11 〜成瀬かのん卒業SP!!〜』@横浜MMブロンテを開催。
- 4月5日 -『成瀬かのん卒業公演』@横浜MMブロンテにて成瀬かのんが卒業。
- 7月1日 - 株式会社プリュへの所属を発表。
- 7月7日 -『メイビーME 7th Anniversary Live』@白金高輪 SELENE b2にて美波まおが加入。

## メンバー

### 現メンバー
| 名前                       | 生年月日（年齢）       | 出身地 | カラー         | 活動期間        | 備考                                                 |
| -------------------------- | ---------------------- | ------ | -------------- | --------------- | ---------------------------------------------------- |
| 新庄愛 しんじょう あい     | 2000年3月3日（25歳）   | 兵庫県 | ミントグリーン | 2019年3月30日〜 |                                                      |
| 谷あやか たに あやか       | 1999年7月25日（26歳）  | 長野県 | 赤             | 2020年2月2日〜  |                                                      |
| 大塚のりか おおつか のりか | 2000年4月15日（25歳）  | 東京都 | 青             | 2020年2月2日〜  |                                                      |
| 藤原奈穂 ふじわら なほ     | 1999年1月15日（26歳）  | 奈良県 | 紫             | 2020年2月2日〜  |                                                      |
| 石原すずか いしはら すずか | 1999年12月24日（25歳） | 茨城県 | 白             | 2020年2月2日〜  | 元：ニコニコ♡STREET                                  |
| 桜井もも さくらい もも     | 2001年4月25日（24歳）  | 東京都 | ピンク         | 2024年4月19日〜 | 元：赤ちょこ・にゅ～わ・ミライサガシ～MIRAISAGASHI～ |
| 美波まお みなみ まお       | 2002年3月3日（23歳）   | 東京都 | 黄色           | 2025年7月7日〜  | 元：Adorable Punch                                   |

### 旧メンバー
| 名前                       | 生年月日（年齢）       | 出身地   | カラー | 活動期間                      | 備考                                                                 |
| -------------------------- | ---------------------- | -------- | ------ | ----------------------------- | -------------------------------------------------------------------- |
| 広川つむぎ ひろかわ つむぎ | 2001年5月11日（24歳）  | 千葉県   |        | 2018年7月7日 - 2018年8月20日  |                                                                      |
| クレア                     | 1998年1月24日（27歳）  | 神奈川県 | 白     | 2018年7月7日 - 2019年3月17日  | 現：MEWM：くれあ                                                     |
| 能登谷このん のとや このん | 2003年2月12日（22歳）  | 北海道   | 青     | 2018年7月7日 - 2019年6月17日  |                                                                      |
| 金子なつき かねこ なつき   | 1999年9月14日（25歳）  | 北海道   | 黄色   | 2018年7月7日 - 2019年9月30日  |                                                                      |
| 白咲月 しろさき るな       | 1999年8月17日（26歳）  | 埼玉県   | 紫     | 2019年3月30日 - 2019年9月30日 |                                                                      |
| 夏目りと なつめ りと       | 2000年1月11日（25歳）  | 東京都   | 赤     | 2018年7月7日 - 2019年9月30日  | 現：Merry BAD TUNE.：日南りと                                        |
| 木内ゆうか きうち ゆうか   | 1999年10月21日（25歳） | 東京都   | ピンク | 2018年7月7日 - 2021年10月23日 | 元：プラティエ・ふぇありーアクセ 現：Lily Scale                      |
| 西野みやび にしの みやび   | 2001年1月11日（24歳）  | 神奈川県 | 黄色   | 2020年2月2日 - 2023年5月8日   | 元：きゅ〜くる：星野光也美                                           |
| 宮花もも みやはな もも     | 1996年10月15日（28歳） | 埼玉県   | ピンク | 2023年7月1日 - 2024年2月4日   | 元：PLC・お掃除ユニット川越CLEAR'S・ゆめみどき 現：ハニースパイスRe. |
| 成瀬かのん なるせ かのん   | 1996年9月10日（28歳）  | 愛知県   | 黄色   | 2023年7月1日 - 2025年4月5日   | 元：くれよんちゅ〜どく                                               |

## 作品

### CDシングル
| #   | 発売日        | タイトル                     | 規格品番                                           | 収録楽曲 | 備考 |
| --- | ------------- | ---------------------------- | -------------------------------------------------- | --- | --- |
| 1st | 2021年3月9日  | ラミラミLOVE ME BABY         | Type-A / ME-1001 Type-B / ME-1002 Type-C / ME-1003 | 【共通】 1. ラミラミLOVE ME BABY 2. 恋するマーメイド 3. Heaven Heaven 【Type-A】 1. NO MORE DD宣言♡ 【Type-B】 1. Fabulous Days 【Type-C】 1. Doki×2 Winter Love                         | 初の全国流通盤CD 3/8付オリコンデイリーシングルランキングで初登場1位を獲得。                                              |
| 2nd | 2022年2月22日 | 曖昧あいでんてぃてぃ/Destiny | Type-A / ME-1004 Type-B / ME-1005 Type-C / ME-1006 | 【共通】 1. 曖昧あいでんてぃてぃ 2. Destiny 3. ワガママジック 【Type-A】 1. めびみ☆ 【Type-B】 1. きみドローム 【Type-C】 1. コトバノイミ                                                | オリコンデイリーランキング1位 オリコンウィークリーランキング5位 テレビアニメ『怪人開発部の黒井津さん』エンディングテーマ |
| 3rd | 2023年6月20日 | Be ambitious!!!              | Type-A / ME-1007 Type-B / ME-1008 Type-C / ME-1009 | 【共通】 1. Be ambitious!!! 2. 半分だけのアイラブユー 3. 共色メモリーズ 【Type-A】 1. チャイニーシャイニーラブソング 【Type-B】 1. ときめきChu!のちどきどき 【Type-C】 1. SUSHI-GO-ROUND | オリコンウィークリーランキング11位 テレビアニメ『異世界召喚は二度目です』エンディングテーマ                              |

### 楽曲一覧
| #  | 曲名                            | 作詞             | 作曲                      | 編曲                    | 初披露日       | 配信 | 備考                 |
| -- | ------------------------------- | ---------------- | ------------------------- | ----------------------- | -------------- | ---- | -------------------- |
| 1  | Dear Mr 彦星様                  | 小川コータ       | 小川コータ                | かずぼーい.             | 2018年7月7日   | ○    |                      |
| 2  | だって夏なんだもん              | メイビーモエ     | メイビーモエ              | かずぼーい.             | 2018年7月7日   | ○    |                      |
| 3  | NO MORE DD宣言♡                 | メイビーモエ     | メイビーモエ              | Sorabeats               | 2018年7月7日   | ○    |                      |
| 4  | ティーンエイジフィロソフィー    | メイビーモエ     | メイビーモエ              | かずぼーい.             | 2018年7月14日  | ○    |                      |
| 5  | コトバノイミ                    | haruka           | かずぼーい.               | かずぼーい.             | 2018年8月31日  | ○    |                      |
| 6  | Doki×2 Winter Love              | メイビーモエ     | メイビーモエ              | Sorabeats               | 2018年10月27日 | ○    |                      |
| 7  | 最低な日々                      | 中村僚           | 中村僚                    | 中村僚                  | 2018年12月23日 | ○    |                      |
| 8  | Stand By Me                     | 中村僚           | 中村僚                    | 中村僚                  | 2019年3月30日  | ○    |                      |
| 9  | きみドローム                    | haruka           | えとゆま 菊池 諒          | えとゆま                | 2019年3月30日  | ○    |                      |
| 10 | Fabulous Days                   | koma'n           | koma'n                    | koma'n                  | 2019年6月2日   | ○    |                      |
| 11 | ギブ・ME・サマー                | メイビーモエ     | メイビーモエ              | Sorabeats               | 2019年7月6日   | ○    |                      |
| 12 | タイムマシーン♡ラブ             | メイビーモエ     | メイビーモエ              | Sorabeats               | 2020年4月10日  | ○    |                      |
| 13 | 囚われのaquarium                | haruka           | メイビーモエ              | Sorabeats               | 2020年7月26日  | ○    |                      |
| 14 | Heaven Heaven                   | mimimy           | 古屋葵                    | 古屋葵                  | 2020年9月21日  | ○    |                      |
| 15 | 恋するマーメイド                | 大塚剛毅         | 大塚剛毅                  | 大塚剛毅                | 2020年11月22日 | ○    |                      |
| 16 | ラミラミLOVE ME BABY            | 横健介           | 横健介                    | 豊田健甫                | 2021年1月30日  | ○    |                      |
| 17 | めびみ☆                         | haruka           | Zekk                      | Zekk                    | 2021年5月27日  | ○    |                      |
| 18 | 曖昧あいでんてぃてぃ            | 大塚剛毅         | 大塚剛毅                  | 大塚剛毅                | 2021年12月4日  | ○    |                      |
| 19 | Destiny                         | RYOKO 菊池諒     | RYOKO 菊池諒              | RYOKO 豊田健甫          | 2022年1月19日  | ○    |                      |
| 20 | ワガママジック                  | haruka 菊池諒    | えとゆま                  | えとゆま                | 2022年2月19日  | ○    |                      |
| 21 | チャイニーシャイニーラブソング  | メイビーモエ     | メイビーモエ              | Sorabeats               | 2022年6月19日  | ○    |                      |
| 22 | 半分だけのアイラブユー          | 横健介           | 横健介                    | 豊田健甫                | 2022年11月22日 | ○    |                      |
| 23 | 共色メモリーズ                  | 菊池諒           | 芝山武憲                  | 芝山武憲                | 2023年1月28日  | ○    |                      |
| 24 | Be ambitious!!!                 | 少年T            | 少年T                     | 石塚英一郎              | 2023年3月25日  | ○    |                      |
| 25 | SUSHI-GO-ROUND                  | AGARITO          | 告井孝通                  | 告井孝通                | 2023年4月1日   | ○    | エイプリルフール企画 |
| 26 | ときめきChu!のちどきどき        | 菊池諒           | 斎藤竜介                  | 斎藤竜介                | 2023年6月3日   | ○    |                      |
| 27 | Hi! Hi! Hi!                     | 利根川貴之       | 利根川貴之 坂和也         | 坂和也 Wicky.Recordings | 2023年7月11日  | ○    |                      |
| 28 | ☆Twinkle☆                       | 菊池諒 haruka    | えとゆま                  | えとゆま                | 2023年10月18日 | ○    |                      |
| 29 | 頑張りずむ                      | 菊池諒 haruka    | 斎藤⻯介                  | 斎藤⻯介                | 2024年1月15日  | ○    |                      |
| 30 | ハッピーエンド以外、ありえない♡ | メイビーモエ     | メイビーモエ 野田ダイスケ | 野田ダイスケ ナガイフジ | 2024年1月15日  | ○    |                      |
| 31 | Play for Survival               | 利根川貴之       | 利根川貴之 坂和也         | 坂和也 Wicky.Recordings | 2024年3月20日  | ○    |                      |
| 32 | よくばりHOLIC                   | IMAKISASA(Wee's) | IMAKISASA(Wee's)          | 小川裕太郎(Wee's)       | 2024年4月13日  | ○    |                      |
| 33 | 真夜中のシンデレラ              | mimimy           | J.K≒3.0                   | J.K≒3.0                 | 2024年7月7日   | ○    |                      |
| 34 | 君待ちヒロイン                  | 萩 龍一(Wee's)   | 萩 龍一(Wee's)            | 萩 龍一(Wee's)          | 2025年2月9日   | ○    |                      |
| 35 | HAPPY NEW DAYS!                 | 菊池諒 haruka    | 斎藤竜介                  | 斎藤竜介                | 2025年6月8日   | ○    |                      |
| 36 | Sweet Sweet Ice Cream           | 利根川貴之       | 利根川貴之 坂和也         | 坂和也 Wicky.Recordings | 2025年7月7日   | ○    |                      |

### 個人Twitter
- 新庄愛 (@ME_Ai303) - X
- 谷あやか (@ME_Ayaka725) - X
- 大塚のりか (@ME_Norika415) - X
- 藤原奈穂 (@ME_Naho115) - X
- 石原すずか (@ME_Suzuka1224) - X
- 桜井もも (@ME_Momo425) - X
- 美波まお (@ME_Mao303) - X